# Martins Ferry
Martins Ferry és una població dels Estats Units a l'estat d'Ohio. Segons el cens del 2000 tenia 7.226 habitants.

## Demografia
Segons el cens del 2000, Martins Ferry tenia 7.226 habitants, 3.202 habitatges, i 1.959 famílies. La densitat de població era de 1.291,7 habitants/km².
Dels 3.202 habitatges en un 26,5% hi vivien nens de menys de 18 anys, en un 42,2% hi vivien parelles casades, en un 15,5% dones solteres, i en un 38,8% no eren unitats familiars. En el 35,2% dels habitatges hi vivien persones soles el 19,1% de les quals corresponia a persones de 65 anys o més que vivien soles. El nombre mitjà de persones vivint en cada habitatge era de 2,24 i el nombre mitjà de persones que vivien en cada família era de 2,86.
Per edats la població es repartia de la següent manera: un 22,4% tenia menys de 18 anys, un 7,2% entre 18 i 24, un 25,9% entre 25 i 44, un 24,1% de 45 a 60 i un 20,3% 65 anys o més.
L'edat mediana era de 41 anys. Per cada 100 dones de 18 o més anys hi havia 78,5 homes.
La renda mediana per habitatge era de 23.960 $ i la renda mediana per família de 32.365 $. Els homes tenien una renda mediana de 30.486 $ mentre que les dones 21.979 $. La renda per capita de la població era de 16.672 $. Aproximadament el 16,1% de les famílies i el 18,3% de la població estaven per davall del llindar de pobresa.

## Poblacions més properes
El següent diagrama mostra les poblacions més properes.